# A21高速公路 (義大利)
A21高速公路（義大利語：Autostrada A21），又稱葡萄酒高速公路（Autostrada dei Vini，因經過義大利葡萄酒產區得名），是義大利一條高速公路，自第四大城市都靈，沿波河南岸，經皮亞琴察，至布雷西亞止。全長238.3公里。
1963年動工，1968年12月起至1969年12月陸續通車。全段是歐洲E70公路的一部份。